# Bredäng

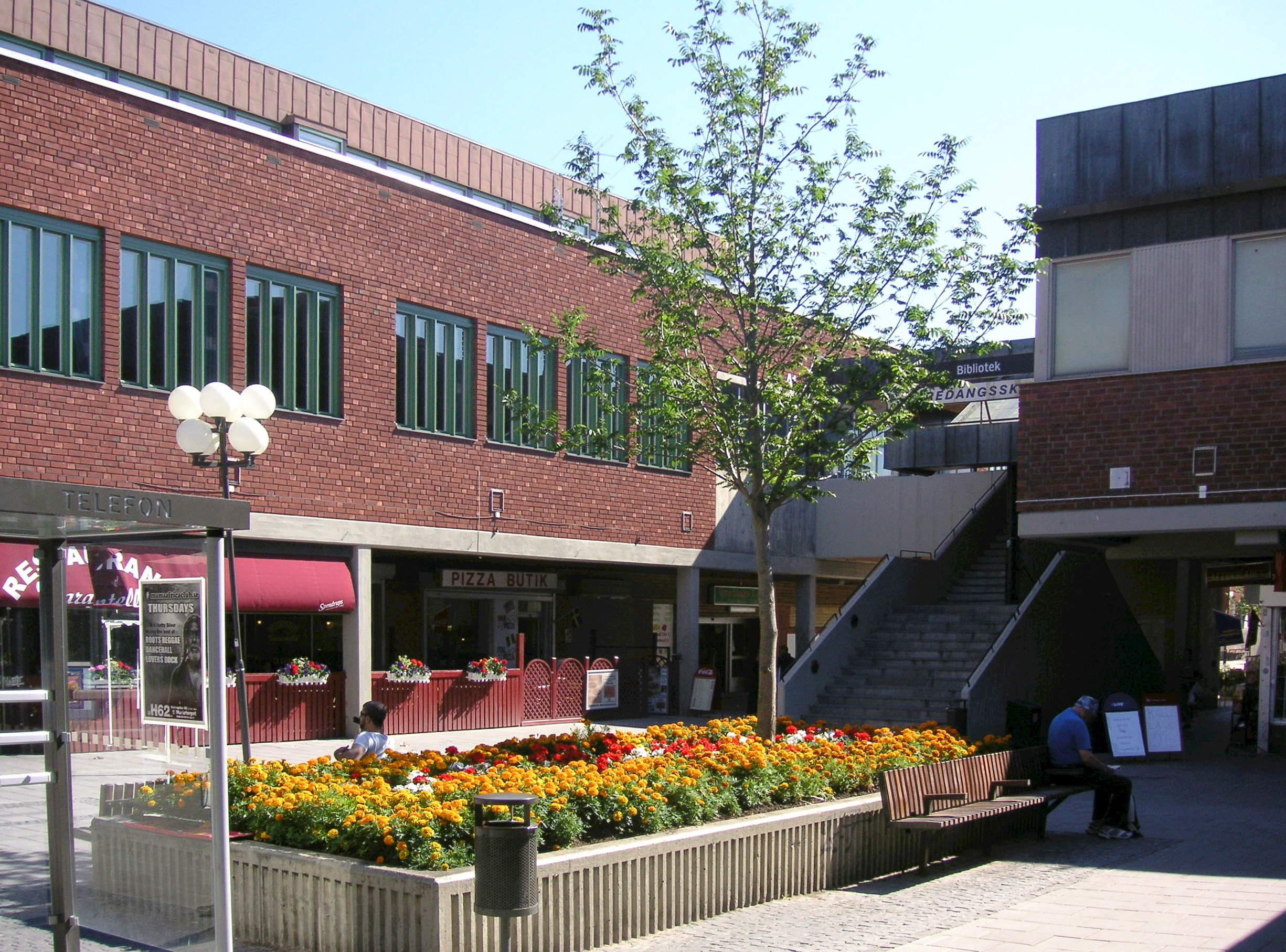
Bredängs torg

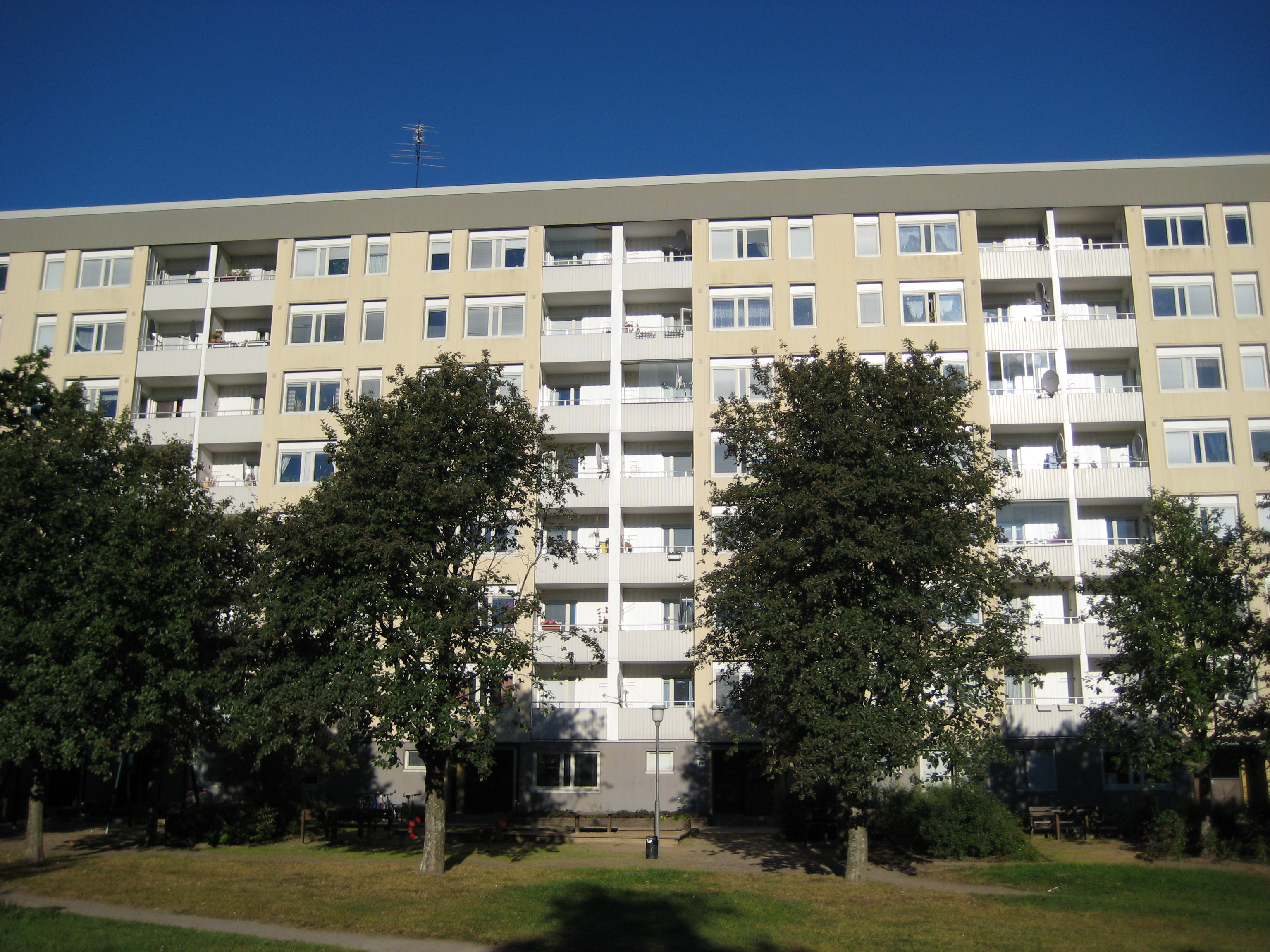
Fasada jednego z bloków z wielkiej płyty

Bredäng – dzielnica (stadsdel) i osiedle mieszkaniowe w Sztokholmie, położone w jego południowej części (Söderort).

## Informacje ogólne
Dzielnica Bredäng wchodzi w ramach gminy Sztokholm w skład stadsdelsområde Skärholmen. Graniczy z dzielnicami Mälarhöjden i Sätra oraz z gminą Huddinge (Segeltorp) i przez jezioro Melar z gminą Ekerö.
Według danych opublikowanych przez gminę Sztokholm, 31 grudnia 2020 r. Bredäng liczył 10 610 mieszkańców. Powierzchnia dzielnicy wynosiła łącznie 2,38 km², z czego wody stanowiły 0,25 km².
Bredäng jest jedną ze stacji na czerwonej linii (T13) sztokholmskiego metra.

## Historia

### Nazwa
Współczesna nazwa dzielnicy pochodzi od zabudowań gospodarstwa Bredäng, którego nazwa została wymieniona ok. 1700 r. w formie Bredingetorp. Przed 1955 r. dzielnica nosiła nazwę Jakobsberg, pochodzącą od nazwy dworu Jakobsbergs gård. Następnie dzielnica została włączona w granice sąsiedniej Sätry. Kiedy w 1962 r. rozpoczęto budowę pierwszych mieszkań, wybrano nazwę obecną. W tym samym mniej więcej czasie trwała budowa Jakobsbergu, położonego na północny zachód od Sztokholmu (gmina Järfälla).

### Zabudowa
Do końca lat 40. XX w. obszar współczesnego Bredängu stanowił tereny rolnicze w ówczesnych granicach administracyjnych miasta Sztokholm. W ogólnych planach zabudowy Sztokholmu z 1952 r. znalazło się także tzw. Sätraområdet, tj. obszar stanowiący obecne dzielnice Bredäng, Sätra, Skärholmen i Vårberg. Ziemia została wykupiona z rąk prywatnych do końca 1961 r. Ogólny plan zabudowy Sätraområdet opracowano już w 1960 r. Według tego planu miały powstać dwie nowe dzielnice, Sätra i Bredäng, każda z własnym centrum handlowo-usługowym i stacją metra. Budowę większego centrum dla kilku dzielnic tego obszaru planowano początkowo w Vårby w gminie Huddinge. Plany te z czasem uległy zmianie i centrum zbudowano w Skärholmen.
Plan zabudowy Bredängu został opracowany przez Josefa Stäcka ze Stockholms stadsplanekontor (biuro zagospodarowania przestrzennego w ramach miasta Sztokholm). Projekt dostosowano do miejscowego, pagórkowatego ukształtowania terenu. Wielokondygnacyjne bloki mieszkalne z wielkiej płyty oraz niższe, 2-3 piętrowe klatkowce (szw. lammellhus), zlokalizowano w odległości do ok. 500 m od stacji metra. Domy jednorodzinne zaplanowano poza tym obrębem. W sąsiedztwie stacji metra miało powstać lokalne centrum handlowo-usługowe oraz szkoła, bibliotek i kościół. W pobliżu przebiegającej bardziej na południe od centrum Bredängu Södertäljevägen (trasa E4/E20) zaplanowano budowę lokali o charakterze przemysłowym i biurowym, które wzniesiono na początku lat 70. XX w. Strefa ta stanowi rodzaj ekranu akustycznego, oddzielającego osiedle mieszkaniowe od autostrady. Obszar sąsiadujący z jeziorem Melar został zachowany jako naturalny teren rekreacyjny (m.in. kąpielisko Mälarhöjdsbadet).
Budowę współczesnego Bredängu rozpoczęto 1 września 1962 r. Najpierw powstała sieć dróg, a następnie w latach 1963–1965 oddano 3900 nowych mieszkań, w większości czynszowych, należących głównie do komunalnej spółdzielni Svenska Bostäder (ok. 2000 mieszkań). W okresie 1965–1967 zbudowano ok. 300 domów w zabudowie szeregowej, m.in. jedne z pierwszych czynszowych domów jednorodzinnych należących do Svenska Bostäder. W 1965 r. otwarto stację metra Bredäng oraz lokalne centrum handlowo-usługowe. 
Budowa Bredängu stanowiła jeden z pierwszych etapów realizowanego w latach 1965–1974 tzw. miljonprogrammet. Od tego czasu zabudowa Bredängu nie uległa większym zmianom. W latach 90. XX wzniesiono m.in. trzy wielokondygnacyjne punktowce (szw. punkthus) przy Vita Liljans väg, nowy typ zabudowy wielorodzinnej w architekturze dzielnicy.